# María Francisca de las Llagas Cornejo
Ne doit pas être confondu avec Marie-Françoise des Cinq-Plaies.
Rosa Elena Cornejo Pazmiño, en religion María Francisca de las Llagas (Marie-Françoise des Plaies du Christ), née le 11 décembre 1874 à Quito dans l'Équateur, morte le 24 octobre 1964 à Quito, est une religieuse équatorienne, fondatrice et supérieure de la congrégation des Sœurs franciscaines missionnaires de l'Immaculée. Elle est reconnue vénérable par le pape Benoît XVI en 2012.

## Biographie
Rosa Elena Cornejo Pazmiño naît à Quito dans l'Équateur le 11 décembre 1874,,. Elle est baptisée le jour de sa naissance, et reçoit les prénoms Rosa Elena. Sa mère est célibataire ; son père, José Cornejo, la reconnaîtra plus tard.
Dès son enfance, elle manifeste une grande dévotion au Saint-Sacrement. Sa mère, Natividad Pazmiño, est une femme très pieuse, tertiaire franciscaine. C'est elle qui lui donne sa première éducation et l'initie à la dévotion mariale ; la jeune fille fréquente l'école des Sœurs de la Charité, et s'y prépare à la première communion,. En complément de son instruction, Rosa Elena Cornejo reçoit des cours de couture et de broderie qui lui permettent de concrétiser sa dévotion à l'eucharistie en brodant des nappes d'autel.
Elle habite avec sa mère chez la famille Demarquet, où celle-ci est couturière et femme de chambre. Lorsque sa mère meurt en 1893, elle continue à habiter chez cette famille et à travailler pour elle, tout en s'adonnant à la vie spirituelle et en mûrissant sa vocation de religieuse.
Elle a vingt-trois ans lorsque des soldats profanent le Saint Sacrement le 4 mai 1897 à Riobamba et tuent le prêtre. Cela la frappe très vivement ainsi que beaucoup de catholiques dans le pays. Avec plusieurs autres jeunes femmes de Quito, elle éprouve le besoin de se consacrer à la vie religieuse et de créer une congrégation qui serait dédiée à la réparation de cette profanation, au service de l'eucharistie, de Dieu et des démunis,.
Avec l'autorisation ecclésiastique, elle fonde le 4 juin 1897 à Quito avec deux compagnes, Carmen Villacreces et Maríana de Jesús Jacóme, leur nouvel institut de vie religieuse, dans un bâtiment d'une maison de retraite franciscaine. Pendant plusieurs années, elles vivent elles-mêmes dans la pauvreté et connaissent de dures épreuves. Elles effectuent leur profession religieuse le 5 juin 1902.
Rosa Elena prend en religion le nom de María Francisca de las Llagas, Marie Françoise des Plaies du Christ,,. Sœur Mercedes du Très Saint Sacrement est nommée supérieure, et sœur María Francisca de las Llagas est nommée vicaire de la congrégation. Comme vicaire de l'ordre, elle est un pilier de la congrégation, elle en est considérée comme la fondatrice,,. Avec humilité et douceur, elle permet à l'institut de surmonter les difficultés qu'il traverse. Sa congrégation est rattachée canoniquement à l'Ordre des frères mineurs (les Franciscains) en 1913.
Mère María Francisca de las Llagas est élue supérieure générale à l'unanimité en 1936. Elle est même élue supérieure générale à vie en 1942. Elle est appréciée pour sa direction prudente de l'institut, en se basant sur la prière, la parole et par l'exemple.
Elle se rend à Rome en 1950 pour la canonisation de Mariana de Jesús Paredes, qui vivait à Quito comme elle. Elle y effectue aussi des démarches pour favoriser l'approbation pontificale de sa congrégation. Elle en profite pour aller en pèlerinage à Assise, la cité de saint François et de sainte Claire, pour les prier pour ses religieuses.
Sa congrégation se répand de son vivant hors des frontières de l'Équateur, avec l'ouverture en 1959 d'un établissement de l'ordre au Chili. Elle reçoit le décret de louange pour son institut le 12 avril 1962, par le pape Jean XXIII, ce qui lui procure une grande joie.
Malade et infirme pendant ses dernières années, mère María Francisca de las Llagas édifie ses religieuses par la patience et l'amour qu'elle continue de manifester. Elle meurt à Quito le 24 octobre 1964,,.

## Procédure de béatification
Le dossier pour l'éventuelle béatification de Mère María Francisca de las Llagas est ouvert au niveau diocésain à Quito le 13 juin 1986. Après études, le dossier est transmis à Rome, où commence ensuite une nouvelle enquête, sous l'égide de la Congrégation pour la cause des saints, avec la commission théologique.
Le résultat étant positif, le pape Benoît XVI autorise le 20 décembre 2012 la promulgation du décret reconnaissant les vertus héroïques de Mère María Francisca de las Llagas, ce qui la proclame vénérable,,,. La procédure pour sa béatification attend la reconnaissance d'un miracle dû à son intercession.